# Juha Sipilä
Juha Sipilä (pronunciado /'sípilé/) é um político finlandês do partido Partido do Centro. Foi primeiro-ministro da Finlândia de 2015 até 2019. Eleito deputado do Parlamento da Finlândia  - Eduskunta em finlandês e Riksdagen em sueco - em 2011, em representação do município de Oulu, na Ostrobótnia do Norte.
Ascendeu a líder do Partido do Centro em 2012.
 Nas eleições parlamentares de 2015, o Partido do Centro foi o vencedor com 21% dos votos, pelo que Juha Sipilä foi convidado a formar o Governo Sipilä, que regeu o país de 2015 a 2019. Com a derrota eleitoral de 2019, Sipilä resignou ao cargo de primeiro-ministro.

## Formação e preparação doGoverno Sipilä
Como resultado das sondagens feitas, foi anunciado um esboço de governo de coligação baseado no Partido do Centro, no Partido dos Verdadeiros Finlandeses e no Partido da Coligação Nacional. Como Primeiro-ministro desse governo ficaria Juha Sipilä (Partido do Centro), como Ministro do Exterior e da Europa Timo Soini (Partido dos Verdadeiros Finlandeses) e como ministro das Finanças Alexander Stubb (Partido da Coligação Nacional).

## Biografia
Juha Sipilä nasceu em 25 de abril de 1961 na pequena localidade rural de Veteli, na Ostrobótnia.

Formou-se em engenharia civil pela Universidade de Oulu, na Ostrobótnia. Trabalhou como empresário, tendo aos 35 anos vendido a sua empresa de eletrónica de tecnologia da informação, o que lhe valeu o epíteto de ”milionário das telecomunicações”. 
Na campanha eleitoral, Juha Sipilä afirmou a vontade de criar 200 000 novos empregos num período de 10 anos, e defendeu a necessidade de reduzir o programa de governo a um documento de estratégia completado por programas de medidas, além de restringir o número de ministros de 17 para 12.

Face à eminente tarefa de formar um governo de coligação, demarcou-se como adepto de uma ampla coligação para resolver os difíceis problemas atuais da economia finlandesa, mostrando-se mesmo disposto a acolher o Partido dos Verdadeiros Finlandeses, apesar de estes serem eurocéticos e negativos em relação à ajuda europeia à Grécia.